# Клостерман, Рудольф
Рудольф Клостерман (нем. Rudolf Klostermann; 17 ноября 1828, Венгерн — 10 марта 1886, Бонн) — немецкий юрист.
По окончании гимназии Рудольф Клостерман обучался в Галльском, Боннском и Берлинском университетах. Работал на прусской службе в горном ведомстве и был профессором в Боннском университете. Клостерман принимал активное участие в разработке принятого позже в Пруссии горного устава и в движении, предшествовавшем изданию имперского закона о привилегиях на изобретения. Его главные труды: Das allgemeine Berggesetz für die preussischen Staaten (Берлин, 1866; 5 изд., 1893); Das geistige Eigentum (Берлин, 1867), Patentgesetzgebung aller Länder (1869; 2 изд., 1876); Lehrbuch des preussischen Bergrechts (Берлин, 1871); Das Urheberrecht an Schrift und Kunstwerken (Берлин, 1876); Das Patentgesetz für das deutsche Reich von 25 Mai 1877 (Берлин, 1877) и др.